# Стрельченко, Галина Ивановна
Галина Ивановна Стре́льченко (род. 3 августа 1945) — депутат Государственной Думы третьего созыва. Член фракции «Единство», член Комитета по энергетике, транспорту и связи. Председатель Комиссии Государственной Думы по этике.